# Shiralad: el regreso de los dioses

## Síntesis
Serie de televisión creada para el espacio televisivo cubano "Aventuras" emitida a través del canal Cubavisión en el año 1993 en la franja horaria de 7:30 p. m. - 8:00 p. m. hora local de Cuba. La serie se formuló a partir de una obra literaria no culminada escrita por Chely Lima a finales de la década de los ochenta, posteriormente Alberto Serret le propuso realizar una adaptación para la televisión sin haberla concluido. Cuando el proyecto fue finalmente aceptado por el Instituto Cubano de Radio y Televisión (ICRT) se contó con la colaboración de la asesora dramatúrgica Iliana Prieto y el director José Luis Jiménez encargados de llevar a cabo la adaptación según los requerimientos del espacio televisivo anterior. Puesto que la novela de Chely Lima, en la cual se basó la serie, nunca llegó a ser publicada resulta imposible establecer la fidelidad de la serie con su homónimo literario; sin embargo, dadas las opiniones expresadas por el autor es evidente que se produjeron numerosas modificaciones debido, según parece, a los espectadores a los que estaba destinada y también al realismo científico dominante en la ciencia ficción de Cuba en esa época. A pesar de las adaptaciones, la serie contó con una complejidad argumental que no permitió que todos los niños y adolescentes la comprendieran. Hasta aproximadamente 2014 no existían en internet vídeos correspondientes a los capítulos de la serie, salvo la canción de apertura con el montaje de algunas escenas, hasta que finalmente por esa fecha se colgaron en varias páginas, no obstante, estos vídeos no abarcan la totalidad de la serie. Solamente se filmó una temporada de sesenta capítulos en los que cada uno tiene una duración aproximada de treinta minutos.

## Título y motivo
El título de la obra es "Shiralad: el regreso de los dioses" y se trata de una serie de televisión que combina ciencia ficción y fantasía heroica. Entender el motivo del título, y por tanto también de la obra, resulta complicado sin acudir a otras fuentes: El título emerge, probablemente, de ciertas tesis que se han manejado acerca de que extraterrestres con aspecto humano llegaron a La Tierra hace aproximadamente unos 12 000 años y construyeron Tiahuanaco a modo de una red de construcciones tipo estación-observatorio. Posteriormente, la abandonaron, llevándose consigo todo resto de su civilización salvo los edificios que construyeron según los cánones de esa era. Los aborígenes, que por aquel entonces poblaban la zona, les consideraron DIOSES porque les vieron llegar del cielo en su nave espacial además de su avanzada tecnología. Tras la partida de los extraterrestres, los aborígenes transformaron los edificios en templos en los que adorarlos y aguardaron una segunda venida. Así, los aborígenes siguieron esperando el regreso de los que en su momento fueron considerados dioses. De aquí se comprende entonces que Shiralad podría ser el nombre en clave de La Tierra, que por una paradoja del espacio-tiempo se encontraría en la serie en la Edad Media, y el regreso de los dioses es la espera de los aborígenes por que volviesen los extraterrestres. La serie resultante de la adaptación de la novela que Chely Lima estaba escribiendo por entonces tal vez pretendía romper con el realismo socialista o científico imperante en la ciencia ficción cubana de la época. Esta historia se centraba principalmente en la amistad que desarrollaban Arejé y Nefertiti. La adaptación de la novela original  estuvo en manos de Chely Lima, su autor, así como del escritor y guionista Alberto Serret, y de su director, José Luis Jiménez, y recibió aportaciones importantes de todos ellos, a más de las que pudiera provenir de Iliana Prieto, asesora dramatúrgica del ICRT que colaboró con el trabajo del equipo. La historia original fue cambiada; se eliminó la visita de Arah a una de las ciudades del planeta, se modificaron aspectos de la trama central, se crearon nuevas situaciones y se agregaron personajes más en consonancia con el tipo de horario en el que aparecería en pantalla y del espacio Aventuras, destinado a toda la familia y muy especialmente a espectadores infantiles y juveniles. 
Notas de Chely Lima: "Un libro que produje en co-autoría con Alberto Serret, que compila historias de ambos y fue publicado en 1982, recoge un viejo cuento mío escrito a finales de los años 70, que es el que le da título al libro: Espacio abierto. En él ya aparece la situación de la nave de estudiantes de astronáutica que sufre un accidente grave y se dirige directo hacia el desastre. Esta situación pasa posteriormente a Shiralad, cuya primerísima versión se empieza a escribir a principios de los ochenta, posiblemente por la misma época en la que Espacio abierto sale a la luz. En 1986 se escriben los textos de la ópera-rock Violente (puesta en escena por primera vez en 1987), para la que tomo de Shiralad el tema de la nave espacial que tiene un accidente en el que sobrevive tan solo una astronauta, quien va a parar a un planeta ajeno y se ve involucrada sin quererlo en la suerte de sus habitantes. En realidad, no es una situación demasiado original dentro de la literatura, el cine o las series de CF de cualquier parte del mundo". 
"Es imposible hablar de la serie Shiralad sin mencionar el excelente trabajo que llevó a cabo el equipo de producción liderado por José Luis Jiménez, quien tuvo que realizar los diversos capítulos en un momento de extrema escasez de recursos en el país. Ni Alberto Serret ni yo estábamos viviendo en la Isla cuando se estrenó la serie en la pantalla chica, pero pudimos estar presentes en algunas sesiones de grabación, y es de hacer notar la pasión y la inventiva con la que el equipo salvó obstáculos que parecían invencibles, creando escenografías y vestuarios que llevaron la dirección de arte del proyecto a un altísimo nivel de calidad".

## Argumento
La historia sigue dos líneas paralelas que se entrecruzan durante el desarrollo de la serie. Una de ellas va a tratar de la suerte de los nativos del planeta Shiralad y su convulsa situación sociopolítica, la otra sobre la búsqueda de la verdad, que se esconde tras el mito, de la primera visita de los dioses mansos por parte de Mercurio y Nefertiti.
El actual Dom (Rey) de Istajar, quien ocupa el sillón del poder, no ha podido tener descendencia masculina lo cual privaría a su clan de seguir gobernando la ciudad, por ello, decide convertir a su hija mayor en Domi (príncipe) e instruirla como guerrero. Por lo tanto, la Domti (princesa) Arejé se convierte en el Domi Arak quien posteriormente pasará a ser designado, por sus enemigos, como el falso Domi. Debe permanecer en secreto el verdadero sexo de Arak si el Dom desea legar el sillón del poder a su tribu, convirtiéndose así en el secreto mayor guardado ya que en caso de que se supiese, el jefe de otra de las tribus podría arrebatar el poder tras la muerte del Dom.
Arak deberá cumplir una serie de misiones para convertirse en Domi. Para ello debe viajar a la cueva donde se oculta Drogo y en solitario matarla, esa es la gran prueba. Layla, que controla el destino de Shiralad, le muestra a Arak el lugar donde encontrar una espada poderosa que le permite matarla, sin embargo, ésta quedó rota cuando los azuritas mataron al primer Arak y es Mercurio es quien puede repararla . Al volver, Arak es investido Domi de Istajar en el Palacio y se declara el comienzo de las fiestas en honor a Hatri. Las siguientes misiones de Arak son: renovar la alianza con la ciudad de Asur para mantener la paz y el reino a salvo de la Ciudad Sagrada y realizar el rito del guerrero como señal de respeto a esta religión. Ahora bien, Atar de Brek, jefe de otra de las tribus que conforman Istajar desea obtener el sillón del poder. Para conseguirlo, se une al Parca quién le revela el secreto del sexo de Arak y le convence de promover una revolución. Tras estas buenas intenciones, realmente se esconde la ambición de la Ciudad Sagrada, y especialmente del Parca o Venerado de dominar Istajar. Cuando Arak se encuentra en la Ciudad Sagrada para terminar su rito de iniciación los acólitos le intentan envenenar. Es salvada por Cabila (sirviente de Arak) y su hijo (acólito de la religión). Tras muchas dificultades consiguen escapar. Después de haber huido van al encuentro de Nefertiti y Mercurio que están en los "Templos Olvidados". Allí, Nefertiti impone la corona a Arak por expreso deseo de Layla. Se desplazan hacia una zona donde crean un campamento militar para recuperar Istajar.
Una nave espacial sufre un accidente del cual salen ilesos una mujer (Nefertiti) y un robot antropomorfo (Mercurio). Tras el accidente, arriban a un planeta llamado Shiralad que se encuentra de forma muy parecida al planeta Tierra en la época del Medievo. Ambos son encontrados por los lugareños que les confunden primero con fugitivos por lo que son encerrados en una celda. Posteriormente son confundidos con dioses, otorgándoles el carácter de inmortales puesto que según comentan los nativos, ésta es la segunda vez que son visitados por los dioses. Esos dioses son denominados los Dioses Mansos por la buena voluntad que demostraron hacia los lugareños. 
Nefertiti llega junto a Arak a Istajar tras vencer a Drogo y recibe de manos de un comedor de cañalápiz un objeto extraño. Mientras Arak es investido Domi de Istajar, Nefertiti le propone a Mercurio que uniendo los datos de sus sueños (inspirados por Layla la hechicera del bosque, sin que ella lo supiera) y la llegada de este objeto, explorar "el mito de los Dioses Mansos" porque intuye que tras él se esconde una verdad que puede ayudarlos a regresar a su planeta. Unos días después se despiden de Arak (que debe viajar a Acsur) y junto a Ciantosu-nubu viajan al bosque en busca de un ermitaño Cloto que conoce a fondo el mito. Cloto, el ungido renegado convertido en ermitaño, les conmina a seguir un viaje que responda a su búsqueda. El ermitaño les describe un itinerario que deben seguir que sin saberlo, es Layla quien le guía para que lleve a Mercurio y Nefertiti hacia los sitios que ella desea. Primero visitan la Ciudad Sagrada donde se reúnen con Tanaubi (Vidente de la Ciudad Sagrada) para abrir el recinto secreto (centro energético) que funciona con energía telúrica. Después se dirigen hacia los Templos Olvidados solo con la compañía de Tanaubi y descubren toda la historia de los expedicionarios terrestres que allí se encontraban. Descubren además que utilizando el amuleto que les fue entregado pueden abrir el hangar donde está la nave para volver a La Tierra. Tras esto, Layla aparece y les pide un favor: ¡no abandonéis el planeta sin antes desconectar el centro energético o Shiralad estallaría por la acumulación de energía! Posteriormente, arriban Arak y sus acompañantes reuniéndose todos otra vez. Nefertiti toma una corona que Layla hace aparecer en el aire y se la impone a Arak indicándole que ella y sólo ella es la que debe gobernar en Istajar ya que así lo dispuso Layla, la protectora de Shiralad.

## Personajes
Por orden alfabético.

### Protagonistas
- ARAK ACTUAL O AREJÉ.

Es interpretado por SUSANA TEJERA. Se trata de la hija mayor del Dom de Istajar y la Domta, hermana mayor de la Domti Coré. Es obligada a esconder su feminidad para así hacerse pasar por hombre y tomar el cargo de Domi ya que sino su estirpe perdería el sillón del poder de Istajar al no tener el Dom descendencia masculina; también debe esconder su amor por Uru. Es formada como guerrero y debe cumplir con todos las costumbres propias del Domi. Layla, mediante un sueño, le muestra dónde encontrar la espada invencible (Espada de Tuluk) que es reconstruida por Mercurio y de esa manera consigue matar al Drogo. Por tradición le obligan a realizar dos viajes: primero se dirige a Acsur y luego a la Ciudad Sagrada. En Acsur, se enamora de Uru el hijo del Rey de esa región pero se ve obligada a disimularlo para que no descubran su verdadero sexo. Aun así, Sanca, quien desde el principio desconfió de ella, la descubre y con la complicidad del Rey provocan que se bata en duelo a muerte con Uru. Layla interrumpe la pelea, ambos se reconcilian y se sella el pacto de paz entre ambas ciudades. Después debe dirigirse a la Ciudad Sagrada donde durante el rito de iniciación a guerrero Cabila intenta asesinarla mediante un veneno y posteriormente los acólitos de la orden de Jatri mediante sus soldados. Gracias a su guardia personal, Cabila y Acsuán logran escapar. Se reencuentra con Nefertiti en los Templos Olvidados para posteriormente fundar una compañía rebelde para deponer a los ungidos que asesinaron a su padre y retomar la ciudad de Istajar.
- ATAR DE BREK.

Es interpretado por JORGE FÉLIX ALÍ PÉREZ. Señor de una de las grandes tribus de Istajar (Los Brek) que forman parte de los fieles al Dom. Desea más que nadie tomar el sillón del poder para que sea su tribu la que gobierne. El Dom de Istajar, conociendo su estirpe, le propone casarse con la Domti Coré; propuesta que finalmente aceptará. Entretanto, el Parca le recluta como aliado contándole el secreto del verdadero sexo del Domi Arak (Arejé). Con esta información, Atar de Brek, decide unirse a regañadientes al Parca para destronar al Dom, matar al falso Domi, destruir toda esa estirpe y convertirse en el nuevo Dom. Para matar al falso Domi convence a Cabila (la sirviente personal del Domi Arak) de que le envenene a cambio de entregarle a su hijo que le fue arrebatado durante una remota captura de esclavos. Finalmente asesina al Dom y a todos sus seguidores tomando el sillón del poder. Inmediatamente envía un mensaje al Parca para que asesine al falso Domi que casualmente se encuentra en la Ciudad Sagrada realizando el rito del guerrero. La guardia personal de Arak junto ca Acsuán evitan el asesinato y logran escapar. Más adelante, y ejecutando el plan inicial del Parca, los ungidos comienzan a tomar lentamente posesión del palacio de Istajar y van restringiendo poco a poco las libertades de Atar hasta que le asesinan junto con su mujer embarazada. Es el antagonista de Arak.
- JELÍN.

Es interpretado por JORGE PERUGORRÍA. Principal componente de la guardia personal del Domi Arak (Arejé), le acompaña adondequiera que vaya y le protege. Fue instruido por Cloto y adiestrado luego por Bidor para sustituirle como consejero. Se enamora perdidamente de Nefertiti lo que el crea muchos conflictos por considerar que ella es una inmortal. Como escriba es quien se encarga de escribir la historia que se desarrolla en la serie para que se transmita a generaciones posteriores.
- LAYLA

Es interpretada por MIRTA IBARRA . Es conocida como la hechicera del bosque o la anciana del bosque. Protege al planeta Shiralad y parece guiar su destino y el de sus habitantes. Se deja ver cuando quiere, como un espectro, aparece y desaparece a voluntad. Sus lenguajes de comunicación con el resto de los personajes son: 1) los sueños (con Arejé y Nefertiti), 2) la telepatía (con Tanaubi) y 3) las apariciones (con Ciantosu-nubu, Arejé, Uru y Nefertiti). Posee una especie de "bola de cristal" que le permite ver qué ocurre en el planeta. Es quien da a Ciantosu-nubu el talismán que debe entregar a Nefertiti, dicho talismán es verdaderamente una llave para abrir el hangar donde se encuentra una nave espacial, es decir, el centro de vuelo. Guía a Arejé hacia el lugar donde se encuentra la antigua espada que perteneció al primer Arak y que Mercurio repara. Interviene en la pelea de Arejé y Uruk sellando ambos la paz. Guía a Tanaubi para que muestre a Nefertiti y Mercurio lo que realmente ocurrió en el pasado del planeta; también les indica, por medio de Tanaubi, la localización del hangar donde se halla escondida una nave espacial que permitiría regresar a La Tierra a Mercurio y Nefertiti. Antes de que puedan partir se aparece ante Nefertiti y le pide que ayude a Arejé en su lucha por tomar el poder de Istajar y que desactiven el centro energético de la Ciudad Sagrada que, de seguir funcionando, destruirá el planeta convirtiéndolo en lo que antes fue, un páramo.
- MERCURIO (PUPLIU)

Es interpretado por HÉCTOR NOAS. Se trata de un androide o robot antropomorfo que es ciberinstructor de una nave-escuela terrícola que sufre un accidente junto a Nefertiti, una de sus alumnas. Repara la espada del primer Arak para entregársela al Domi Arak (Arejé) a fin de que pueda combatir y vencer a Drogo, misión obligatoria. Se encarga de interpretar muchos de los hechos que ocurren a fin de entender quienes son esos dioses mansos que estuvieron antes que ellos y que según las nativos han vuelto. Desarrolla una especial amistad con los Hijos de Jeín que son dos guerreros de la guardia personal de Arejé.
- NEFERTITI (PABÍROBI)

Es interpretada por MABEL ROCH. Es una cosmonauta terrestre que sufre el accidente de su nave espacial junto a Mercurio lo que les lleva al futuro del planeta Shiralad. Allí es descubierta por los nativos, confundida con una salvaje y luego tomada por diosa inmortal. Forja una amistad muy fuerte con Arejé la cual es una de las dos líneas fundamentales de la trama. Sin embargo, deben separarse, pues ella quiere buscar la manera de volver a su planeta. Jelín se enamora de ella pero Nefertiti no le corresponde aunque le explica que ella no es una inmortal como el cree sino una mujer de carne y hueso. Emprende un viaje junto a Cloto, Tanaubi y Mecurio en busca de respuestas y de una vía para escapar de Shiralad y volver a la Tierra. Abren el centro energético mediante la palabra clave TIERRA lo que permite, sin que ellos lo sospechasen, que el Parca accediese a él. En los Templos Olvidados,  gracias a la guía de Tanaubi y Layla conoce cuál es la verdad del pasado de Shiralad y que ocurrirá con el planeta si no desconecta el centro energético, además descubre el hangar donde se encuentra la nave que les permitiría volver a la Tierra. Se reencuentra con Arejé en los Templos Olvidados donde le impone la corona de Dom. Finalmente, se une a al ejército rebelde de Arak para expulsar a los ungidos de Istajar.
- PARCA.

Es interpretado por JORGE CAO. Se ocupa de dirigir la hermandad que adora al Dios Jatri y Yogo, haciéndose llamar "El Venerado", Parca de la Ciudad Sagrada o El Resplandor. Precisa de la connivencia de Atar de Brek para destronar al Dom de Istajar y asesinar al falso Domi Arak (Arejé). Por tanto, retiene a Arejé para matarla mientras realiza su rito de iniciación a guerrero en la Ciudad Sagrada. Posteriormente decide asesinar a Atar de Brek y tomar el poder de Istajar que era su objetivo inicial encubierto. Vive en la Ciudad Sagrada la cual no es más que la base del monte Gagarin y centro de investigación más importante de los científicos terrestres que habitaron el pasado de Shiralad; hecho que desconoce. Desea entrar en el centro energético de la Ciudad Sagrada pero solo los inmortales (Nefertiti y Mercurio) tienen la clave para abrirlo por ello les deja entrar sin impedimentos en ella. Posteriormente, les deja marchar porque no desea interponerse en el camino de los inmortales aunque éste no es su verdadero deseo. Es el antagonista de los dioses mansos pues su religión es la vía para obtener el poder y controlar Shiralad utilizando la violencia y los sacrificios.

### Secundarios
- ECSUÁN.

Es el hijo de Cabila, sirvienta de la Domti Coré. Raptado como esclavo cuando era un niño fue entrenado por los sacerdotes de la Ciudad Sagrada como acólito. Comienza a desarrollar una facultad muy fuerte de adivinación junto al adoctrinamiento de Tanaubi como antiguo vidente. Posee la facultad telepática que utiliza para comunicarse con Tanaubi y así preparar la llegada del Domi Arak y su séquito a la Ciudad Sagrada frustrando los planes del Parca. Es asesinado junto a su madre mientras ayudan a escapar al Domi Arak de los guardias y acólitos.
- ARAK ANTIGUO O DAVID.

Es el guerrero que sale en las escenas de presentación de los capítulos de la serie que es perseguido y finalmente asesinado. Se trata de un historiador-sociólogo de la misión científica que se encuentra estudiando la civilización de Shiralad. Se llamaba David pero para camuflarse entre los nativos tomó para sí un nombre Tarica, el cual es Arak. Aunque no debía intervenir en los hechos históricos de la sociedad primitiva no lo consiguió y estuvo muy preocupado por la invasión de los Suritas sobre Istajar y la base del monte Gagarin (la Ciudad Sagrada). Tras participar en la defensa de Istajar de esta invasión, fue herido de muerte y su espada (Espada de Tuluk) partida en dos. El grupo científico con la ayuda del cerebro médico que se encuentra en la base no logra reanimarle y muere.
- BETULE.

Acompañante por codicia de Pibón. Desea matarle para robarle las piedras luminosas lo cual casi consigue cuando llegan a la cueva donde vive Cloto. Al abandonarla, Ciantosu-nubu que creía que habían matado a Cloto, le da muerte y le quita las pertenencias de Pibón.
- BIDOR.

Es interpretado por JULIO ALBERTO CASANOVA. Es el fiel consejero del Dom quien le guía en todas las decisiones que se toman en la ciudad de Istajar. También aconseja y ayuda al Domi Arak (Arejé). Ante la vejez decide formar a Jelín como futuro consejero del Domi Arak por ello le envía como guardia personal en los viajes que Arak debe hacer. El Dom acepta la proposición de investirlo como nuevo consejero toda vez que Arak se convierta en Dom.
- CABILA.

Es raptada como esclava cuando vivía en una aldea como mujer libre. En ese mismo rapto también fue capturado su hijo a quien se le trasladó a la Ciudad Sagrada. Ella desconoce que su hijo vive, de hecho, lo considera muerto. Primero forma parte del séquito personal de la Domti Coré pero por su enemistad con Ubura es enviada con el Domi Arak durante su viaje a Acsur y luego a la Ciudad Sagrada. Cuando Atar de Brek se entera de que Cabila se sumará al séquito personal del Domi Arak, decide aprovechar esta oportunidad para cumplir con la promesa que le hizo al Parca: segar la vida del falso Domi Arak. Entonces, Atar le ofrece a Cabila que le mate con uno de sus venenos y él le devolverá a su hijo. De esta manera, se entera Cabila que su hijo vive pero aún no sabe donde se encuentra. Cuando llega junto al séquito de Arak a la Ciudad Sagrada se encuentra con su hijo quien le explica el engaño de Atar y decide no envenenar al Domi. Intentando escapar, con la ayuda de su hijo, los soldados de la Ciudad Sagrada los asesinan en los pasillos.
- CIANTOSU-NUBU.

Es un comedor de cañalápiz (una especie de flautista). Entrega a Nefertiti el objeto que necesitan para abrir el hangar y encontrar la nave espacial. Como recompensa, Nefertiti pide a Arejé que nada le falte por lo que es acogido como músico de la corte. Estando allí, se enamora de la Domti Coré lo cual le granjea la enemistad de Ubura quien le considera un hombre de clase baja y que jamás podrá aspirar al amor de una princesa. Se ve obligado a abandonar el palacio por haberse fijado en una Domti. Posteriormente se entrena, gracias a Pibón, un campesino semimoribundo, en el arte de pelear con la espada a fin de poder llevarse a su amada de Istajar. Luego, conoce que el Dom de Istajar ha sido asesinado y acude a rescatarla y es Ubura quien la deja en sus manos. Se casan y queda embarazada a la vez que comienzan a liderar a un grupo de campesinos rebeldes que más tarde se une al gran ejército de Arak para tomar Istajar. Consigue que Ubura le tome aprecio tras su repudia inicial.
- CLOTO.

Ermitaño que fue un antiguo ungido de la Ciudad Sagrada y maestro de Jelín. El Parca le llama renegado y no podía acceder a dicha ciudad. Nefertiti y Mercurio son llevados ante él para que les relate la leyenda de los dioses mansos. Les guía hacia la Ciudad Sagrada donde deben encontrarse con Tanaubi, vidente y prisionero de la religión que conoce a dónde deben ir si quieren conocer la verdad sobre el mito guiado por Layla.
- CORÉ DE DAXEL.

Es interpretada por MÓNICA MARTÍNEZ. Hija menor del Dom de Istajar, fue criada por Ubura quien se encargó de inculcar en ella todos las costumbres y valores propias de una Domti. Más adelante Cabila entra a formar parte de su séquito personal por su capacidad de preparar filtros (infusiones, cocimientos, etc.). En una ocasión, Coré indica a Cabila que debe preparar un filtro para adormecer a Ubura con el propósito de encontrarse en secreto con Ciantosu-nubu. Al despertar, la sirvienta se da cuenta de lo ocurrido, así esta situación crea una gran enemistad entre Ubura y Cabila a pesar de que Coré le justifica explicando que fue su expresa decisión. Las costumbres de la época determinan que Coré debe vivir recluida en sus habitaciones que no debe abandonar y a las que no debe entrar ningún varón. Su padre decide casarla con Atar de Brek pero ella se revela porque ama a Ciantosu-nubu en secreto. Es una mujer sumisa y poco dada a desafiar lo establecido hasta que finalmente lo hace por amor al comedor de cañalápiz.
- DIRA.

Es interpretada por SALLY RAMOS. Esposa y verdadera amante de Atar de Brek. El Parca, en una entrevista, le encomienda matarla si quiere aspirar al sillón del poder. Como su amor es tan fuerte, deciden fingir su muerte frente a todos mientras ella seguirá viviendo en secreto aún después del casamiento con la Domti Coré de Daxel. Es asesinada por los ungidos para extirpar la simiente de los Brek tras matar a Atar.
- DOM DE ISTAJAR.

Es interpretado por PEDRO RENTERÍA. El Dom de Istajar la fortificada vendría a ser el equivalente a un Rey integrante de una de las grandes tribus, concretamente la de Daxel. Al ver que la Domta (Reina)  muere sin dejar descendiente masculino, se ve obligado a convertir a su hija mayor (Domi o Princesa) en Domi (Príncipe) para así no perder la línea sucesoria que debe acceder al sillón del poder. Sino se cumpliese este requisito, otro de los Jefes de las Tribus que habitan en Istajar tomaría el sillón del poder.
- DOMTA.

Es la esposa del Dom de Istajar y por tanto reina consorte, madre de la Domti Arejé (Nuevo Domi Arak) y de la Domti Coré.
- EXPEDICIONARIOS.

Son científicos provenientes del futuro de la Tierra pues poseen una tecnología más desarrollada que la de Mercurio y Nefertiti que también provienen de ese planeta. Por una paradoja temporal en el accidente de la nave de Nefertiti, se intercambiaron las coordenadas espacio-temporales, y esto les llevó a estudiar el pasado del planeta Shiralad y no su futuro como se correspondería. En ese futuro están Mercurio y Nefertiti y no en su pasado como debería ser.
- MORDOC.

Es interpretado por JUAN ALBERTO CEPERO. Sirviente del Venerado que vigila a Mercurio y Nefertiti cuando se internan en la Ciudad Sagrada. En un principio les impide el paso pero finalmente les permite pasar siguiendo el plan del Parca para acceder al recinto secreto (centro energético). Les acompaña hacia la zona exterior cuando les dejan abandonar la Ciudad Sagrada. Asume el cargo de Ungido Mayor tras la muerte de Tetro. Asesina a Atar de Brek ayudándose de uno de los seguidores a los cuales, además, envía a matar a Dirá.
- NOBLE REY URU.

Rey de la ciudad de los metales o Acsur. Padre de Uru, su heredero. Se encuentran bajo un pacto de paz con esta ciudad que Arak (Arejé) debe renovar. Al descubrir que Arak no es un hombre sino una mujer lo considera una gravísima ofensa de Istajar. Decide que Uruk debe matarle en combate singular, sin que ello vea comprometido el futuro pacto con la ciudad fortificada pero Layla se interpone y finalmente el pacto de paz es renovado sin la muerte de ninguno de los contrincantes.
- PAULUS y SESTOR.

Los dos hijos de la tribu de Jeín o hijos de Jeín son dos hermanos de la guardia personal de Arak. Están bajo el mandato directo de Jelín. Desarrollan una especial amistad con Mercurio a quien obsequian con la espada que perteneció a su padre considerándole amigo y sabio.
- PIBÓN.

Campesino que debió emigrar de su aldea cuando a su regreso la encontró arrasada. Se dedicó al pillaje para poder sobrevivir lo que le mantenía en constantes peleas. En una de ellas sufrió una herida que apenas le dejaba caminar y por ello es acompañado por el traidor Betule que anhela las piedras luminosas que Pibón posee. Decide dirigirse hacia la guarida de Cloto para que le sane pero al llegar allí y no encontrarle es abandonado por Betule que es finalmente asesinado por Ciantosu-nubu. Entrena al comedor de cañalápiz para enfrentarse a los soldados de Istajar y poder llevarse consigo a Coré.
- SANCA.

Es la pareja del Rey de Acsur. Desde que Arak llega a la ciudad sospecha que pueda tratarse de una trampa de Istajar. Intenta convencer a Cabila para introducirse en sus aposentos y averiguar la verdad. Finalmente lo consigue adentrándose en la cueva donde Arejé tomaba un baño y descubre que se trata de una hembra al verla desnuda. Cuenta todo a su esposo lo cual unido a varias ofensas de Arejé a Uru desemboca en un duelo que Layla desbarata.
- TANAUBI.

Sabio prisionero en la Ciudad Sagrada y denominado Vidente de la Ciudad Sagrada. Debe guiar a Nefertiti y Mercurio en su recorrido hacia el Recinto Secreto (centro energético) y luego hacia los Templos Olvidados. Tanaubi sabía de la llegada de los inmortales, sin embargo, él los llama Pupliu (Mercurio) y Pavírovi (Nefertiti). Posee el don de la telepatía el cual utiliza para comunicarse con Acsuán y así consigue salvar a Arejé mientras él no está presente. Es el único capaz de comunicarse con el ordenador central del hangar de la nave y sin él no habrían podido conocer el lugar dónde ésta estaba estacionada la nave ya que es guiado mediante telepatía por Layla.
- TETRO.

Ungido mayor de la Ciudad Sagrada lo que le convierte en el segundo al mando tras el Parca. Al morir durante el enfrentamiento entre dos soldados y Acsuán es sustituido por Mordoc.
- UBURA.

Es interpretada por ELVIRA CRUZ. Encarga de ejercer como madre para la Domti Coré y es la criada principal de su séquito personal. Debido al episodio que le enfrenta a la criada Cabila desea, por todos lo modos, deshacerse de ella. Cuando el consejero del Dom le propone buscar una criada fuerte y preparada que acompañe al Domi Arak durante su viaje, ésta no duda en escogerla. Es separada de Coré durante la toma de Istajar por los ungidos y que la entrega a Ciantosu-nubu para que la salve. Se reencuentra con ella posteriormente al borde de un lago y se une al ejército rebelde aceptando como legítima pareja de Coré al comedor de cañalápiz.
- URU.

Es interpretado por FRANCISCO ALEJANDRO GATTORNO SÁNCHEZ. Es el hijo heredero del Rey de la ciudad de Acsur. Es brusco, torpe y quiere imponer sus costumbres a los visitantes. Este comportamiento deriva en varios conflictos con Arak cuando éste le visita con su séquito. El más complicado de estos conflictos ocurre cuando la mujer del Rey de esta ciudad descubre que Arak es en verdad una mujer, colándose en la caverna donde pernocta y viéndola desnuda al tomar un baño. Inmediatamente cuenta todo al Rey y este a su vez al joven Uru. Ambos toman este acto como una ofensa de la ciudad de Istajar con la que pretendían renovar su alianza. De esta manera, el Rey de Acsur propone a su hijo matar a Arak en combate singular. Así, Arak termina por caer en el juego y decide enfrentarse a él; no obstante, Layla interviene haciendo que la pelea termine y que la alianza sea ratificada.
- YANG.

Campesino y amigo inseparable de Ciantosu-nubu. Es traído al palacio junto a aquel tras haberle entregado un talismán a Nefertiti. Cuando Arejé está seleccionando los víveres que llevará a su viaje, Yang basándose en sus conocimientos, realiza recomendaciones acertadas pero diferentes del proveedor oficial. Observando esto, Arejé le propone viajar con ella a Acsur y a la Ciudad Sagrada, lo cual acepta.

## Banda sonora
La ambientación sonora y la grabación de las canciones de la serie estuvo a cargo de Víctor Buttari II y le asistieron Adrián Fernández e Idelso Rodríguez. De la dirección de doblaje se ocuparon Griselda Ortiz y Cristina Medina. Como operadores de video tape estuvieron Ramón Mantilla, Irma de Juan y Katina Battet. Los efectos de sonido los realizó Sergio Marticorena y su grabación Efren Capote. El sonido en directo o ambiental fue grabado por Jorge Borges que contó con los microfonistas Paulino Batte y Ramón Ramírez. La canción principal de la serie se titula "Dueño de la Luz" y es interpretada por Manuel Camejo del grupo Artevivo. La letra fue compuesta por Juan Antonio Leyva y Magda Rosa Galván y estuvo dirigida por el primero de éstos. Originalmente se grabó sobre cinta magnética en los estudios de Radio Rebelde en el año 1990. Los músicos fueron:
- Corno francés: Segundo Menéndez.
- Corno Inglés y Oboe: Jesús Avilés.
- Flauta: Eduardo Rubio.
- Violines: Eduardo Coma, Alina Martínez, Julian Corrales, Ana Gloria Otero, Pedro P Pedroso y Carlos Cano.
- Violas: Leonel Bermúdez, Jorge Hernández y Rafael Cofiño.
- Violoncellos: Arelis Zaldívar y Víctor Hugo Cavillo.
- Contrabajo: Carola Lozano.
- Teclados: Magda Rosa Galván.
- Guitarra y Bajo: Juan Antonio Leyva.
- Solistas: Oneida Gamboa y Mónica Martínez.
- Coro: Cuarteto del Coro Nacional.

El tema musical principal se ha dividido en dos partes, la que se corresponde con el comienzo de los capítulos y aquella que se corresponde con la clausura de estos.

## Créditos y Elenco[4]

### Elenco al completo

#### Actuaciones principales
- Mabel Roch
- Mirta Ibarra
- Susana Tejera
- Héctor Noas
- Jorge Perugorría
- Jorge Cao
- Jorge Félix Alí Pérez. Por su interpretación en la serie recibió la mención de actuación masculina en televisión en el Concurso Caricato de la UNEAC.
- Francisco Alejandro Gattorno Sánchez
- Pedro Rentería
- Julio Alberto Casanova
- Elvira Cruz
- Juan Alberto Cepero

#### Actuaciones especiales
- Eduardo Vergara
- Elmo Hernández
- Luisa Pérez Nieto
- Doris García
- Óscar Llaguno

#### Actuaron además
- Orestes Pérez
- Juan David Ferrer
- Elio Mesa
- Simón Casanova
- Charles Arencibia
- Tony Menéndez
- Sara Miyares
- Ricardo Leiva
- Nelson González
- Alberto Ramírez
- Raúl Martín
- Roberto Delgado
- Mauricio Rentería
- Irene López
- Santiago Grau
- Jorge Prieto
- Isidro García
- Félix F. Garrido
- Francisco Tejuca
- Jorge Rivera
- Rodolfo Jiménez
- Cruz Pérez
- Jackie de la Nuez
- Manolo Mesa
- Pedro Fernández
- Luis Marrero
- José Luis Sánchez
- Mariela Bejerano
- José Enrique Portales
- José Blanco
- Ernesto Leyva
- Juan Carlos Sánchez
- José M. García
- Mónica Martínez
- Sally Ramos
- Pablo Guevara
- Dany J. Bordón
- ABBA

#### Dobles
- Luis M García
- Efraín Medina
- Rodolfo Román
- Alfredo Fernández
- Gabriel Gastón
- Rubén Díaz Reines
- Javier L Estévez
- Jorge Monteagudo
- Noel Monte
- Rolando Olavarrieta
- Jorge Valdéz Camero
- Alberto Gutiérrez
- Wilfredo Frometa                                    Parte del equipo de realización y del elenco de Shiralad. A la izquierda, abajo, su director: José Luis Jimenez Parte del equipo de realización y del elenco de Shiralad. A la izquierda, abajo, su director: José Luis Jimenez

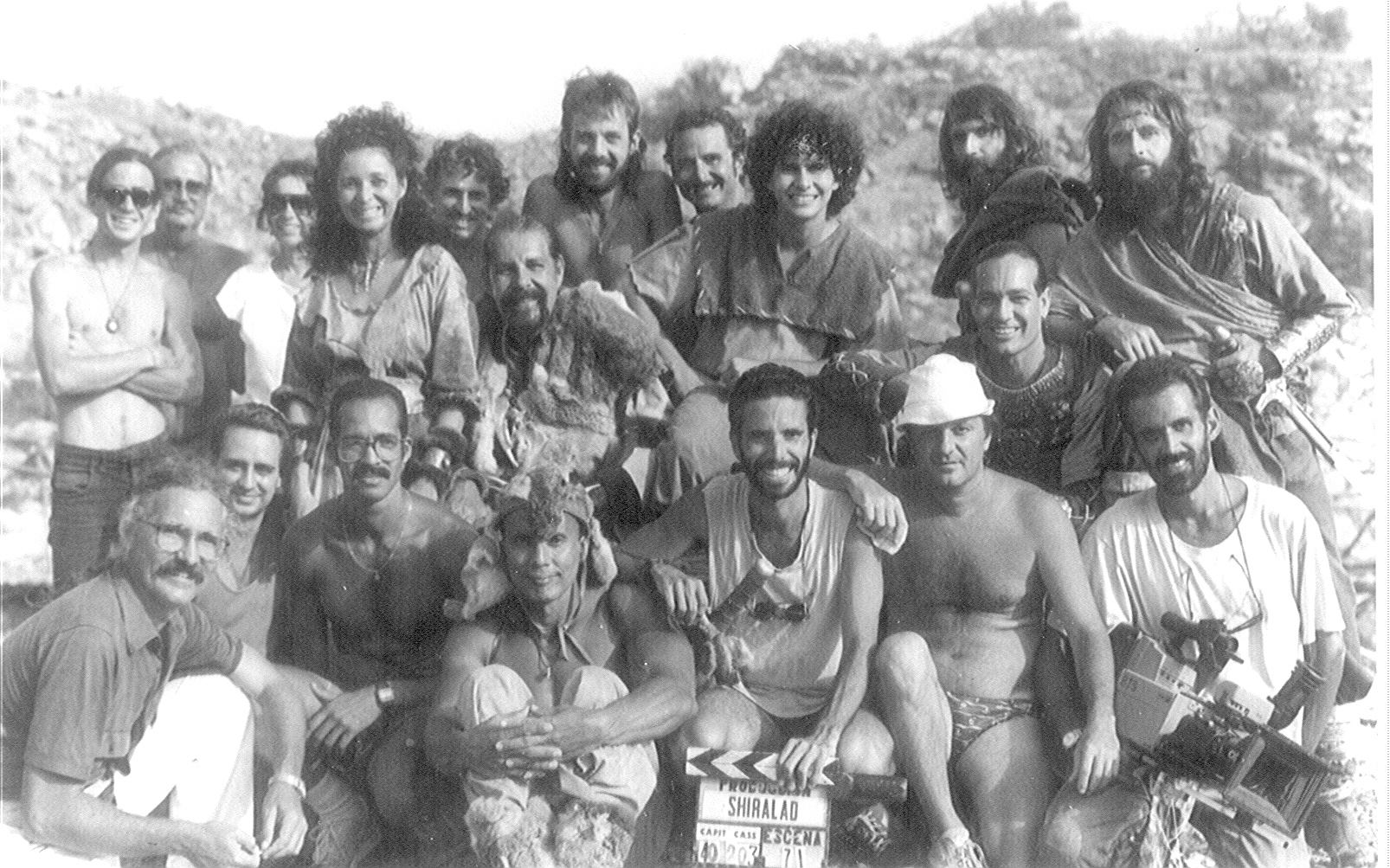
Parte del equipo de realización y del elenco de Shiralad. A la izquierda, abajo, su director: José Luis Jimenez

### Dirección y producción
Como antes se mencionara, la dirección de la serie la realizó José Luis Jiménez. Como director asistente se contó con la participación de Bernardo Cordero. El director de escenografía Aldo Álvarez estuvo a cargo del aspecto visual, la edición cinematográfica posterior se debió a Ernesto Barrios y la dirección de fotografía fue realizada por José M. Martínez.  Juan Carlos Delgado y Ricardo Lima llevaron la dirección de producción, este último también se ocupó de la producción del rodaje. En la producción trabajaron Miguel Ginarte, Antonio Vázquez, Faustino Acosta y Alberto Pérez.

### Postproducción
En la posproducción participaron los ingenieros Rodolfo Martín y Alexis Huguet. Luis Fernández e Iliana Llorente se encargaron de los efectos digitales. Los títulos fueron añadidos por Yolanda Cabrales. La edición en off y on lline la produjeron Ernesto Barrios (el editor cinematográfico) y Jose luis Jiménez (director de la serie). En la dirección de este proceso participaron como asistentes Isidro García y Gabriel Gastón con la ayuda de la anotadora Mónica Borrayo. Pedro L Cordovés fue el Jefe de montaje quien dirigió a los montadores Marcelo Frías, Fernando Rosabal y Víctor Rodríguez. En esta parte colaboraron los atrezzistas Ignacio Posada, Guido Marrero, Alberto Llánez, Ernesto Peláez y Tania Duyos. La Tramoya fue dirigida por Félix Almeida y toda la carpintería estuvo en las manos del Taller Marroquí. La foto-fija corrió a cargo de Gume. La contadora fue Violeta Sánchez y el encargado de post-filmación Armando Linares.

### Aspecto visual e iluminación
La dirección de fotografía estuvo a cargo del maestro José Manuel Martinez.
los operadores de cámara fueron Iván Díaz, Ángel González . Pedro Arias fue el jefe de iluminación que trabajó con los iluminadores Víctor Negret y Alberto Santamaría; les ayudó el electricista Juan C Claussel. Los efectos especiales con luces lo realizaron Pedro Boosmenier, José Estevan López, Omar Valdés, Manuel Bravo y Yuri Rivero. Luis Martí y Pedro Milanés produjeron los efectos con luz láser . Se contó con la asesoría de las dramaturgas Ileana Prieto y Elsa Carrasco y en el caso de la asesoría artística se contó con Juan García. Este último junto a Ileana Mulet y Gustavo Fernández dirigieron el diseño de vestuario bajo la dirección de Gustavo Fernández. Se ocuparon del diseño de ambientación Juan C Sánchez, Ernesto Leyva y René Quintana. Por otro lado, del maquillaje y peluquería estuvieron a cargo Frank Suárez y Meybis López.

### Efectos especiales
- Animación del Drogo: Hugo Alea en la dirección del proceso y en la asistencia David Jaime Veitia. Su construcción y atrezzo la realizó Freddy A Caballero.
- Efectos especiales: de la animación por computadora, es decir, asistida por ordenador fue desarrollada por Ricardo Almeida y Carlos Miranda y apoyados por el diseño gráfico de Lázaro Valdespino.
- Combates: el montaje lo produjeron Manuel Boada, Efraín Medina y Luis M García. Los entrenadores del grupo ABBA fueron Ciro Pérez y Joaquín Rivero. El diseño de armas lo realizó Aldo Álvarez (director de escenografía) y fueron construidas por Ramón Losada y Norberto López.

### Otros
- Camerinistas: Mireya Cordovi y Virgina Díaz.
- Transporte: Óscar Ibarra, Pedro Mesa, Manuel Calixto y Wenceslao Chapotín.
- Auxiliar general: Laureano Menes.

### Localizaciones
- Estudio 14 - B del ICRT. La Habana, Cuba.
- Fortaleza de la Cabaña. Casco histórico de La Habana, Cuba.
- Parque Lenin. La Habana, Cuba.
- Playas del Este, zona nº 9, Bocaciega. La Habana, Cuba.
- Cantera de explotación de piedra adyacente a la carretera Monumental, lomerío de Guanabacoa. La Habana, Cuba.[6]
- Convento de San Francisco de Asís. La Habana, Cuba.

### Agradecimientos
- Oficina del Historiador de La Habana.
- Dirección Nacional de Escuelas de Arte.
- PCC.
- Poder Popular de Peñalver.

## Correspondencia con otras obras
La serie posee ciertos elementos constitutivos que parecen guardar una estrecha relación con otra obra cinematográfica y se trata de la película ""El poder de un dios" de Peter Fleischmann del año 1989. Es importante recalcar aquí que, como antes se mencionó, la novela original sufrió modificaciones respecto de la obra literaria de la que deriva por su necesaria adaptación al espacio televisivo en que se emitía y que posee unas características muy definidas. La película a la que se hace mención está basada en el libro Qué difícil es ser Dios de los autores y hermanos soviéticos Boris y Arkadi Strugatsky publicada en 1964. A este respecto, en un análisis de la ciencia ficción cubana, Raúl Aguiar (2015) comenta que "ya los escritores y aficionados de la ciencia ficción cubanos conocían de sobra el argumento [de la película "El poder de un dios"]  ya que el libro ["Qué difícil es ser dios"] había sido importado a Cuba en la década de los setenta y precisamente en la década de los ochenta [stricto sensu: década de los noventa] se había emitido una serie de televisión con el título de Shiralad, con libreto de Alberto Serret y Chely Lima, autores de ciencia ficción de los años ochenta, cuya trama es bastante similar en su esencia a la novela de los Strugatsky". A pesar de la relación que este autor manifiesta, no presenta un análisis que explique en qué consiste dicha similitud, salvo en la simple línea argumental de los humanos tecnológicamente más avanzados que estudian a otros que lo están menos, estancados en el Medievo. A colación de este parecido, podemos acordar con Chely Lima (2013) que la novela [el argumento] murió vampirizada por la serie de televisión ya que las múltiples modificaciones cambiaron la trama, personajes y localizaciones. Es muy probable que entre esas modificaciones se introdujesen algunos elementos propios de la novela de los Strugatsky, sin embargo, ello no ha trascendido. Así, a continuación se expone un análisis pormenorizado de las similitudes entre la obra cinematográfica antes descrita y la serie:
- En la película, existe una hermandad que radica en la ciudad de Arkanar y que mediante los estratagemas de Reva consiguen hacerse con el poder de ésta. Todos los miembros de esta religión o hermandad no se encuentran en la ciudad pues en una de las escenas de la película se observa una marcha de acólitos que se encamina a tomar la ciudad resaltando la idea de que se encontraban fuera de dicha ciudad. La Hermandad en la película parece jugar exactamente el mismo papel que el que realizan los acólitos de la Ciudad Sagrada en la serie, que desean apoderarse, por medio las estratagemas del Parca, de la ciudad de Istajar y que tampoco tienen una presencia importante en la ciudad hasta que finalmente comienzan a infiltrarse gracias al pacto que establece el Parca con el Atar de Brek adueñándose del control de Istajar.[7]
- En la película, Alan Kirguison (un observador especial) debe sustituir a otro historiador (Richard di Pray) infiltrándose como Rumata de Estorian (un noble) y así estudiar lo que ocurre en la civilización del planeta bajo la premisa del programa científico de no intervenir. En la serie, el primer Arak (aquel que muere en la canción de apertura) era uno de los historiadores que debía infiltrarse en el planeta para estudiar la civilización de Shiralad aunque parece claro que se incumple la premisa de no intervenir, asunto esencial en la película pero no en la serie. Es decir, la no intervención no es una de las tesis que sostiene la serie ya que incluso Mercurio llegó a curar en una ocasión a Chiantosu-Nobu.[7]
- En la película un grupo de científicos (concretamente historiadores) deben estudiar el planeta y su proceso de civilización controlado por otros científicos que se encuentran en La Tierra determinando cuándo acaba la misión. Así, en la serie, también un grupo de científicos debe investigar el planeta Shiralad y su proceso de civilización también controlados por otros científicos terrestres que son los que determinan cuándo finaliza la misión.[7]
- Tanto en la película como en la serie las civilizaciones de los dos planetas que deben ser estudiados se encuentran en una especie de edad medieval con todo lo que ello comporta: retraso tecnológico-científico-conceptual respecto de los observadores, creencias de la época, vestuario, etc.[3][7]
- En la película Reva adora a Dios mientras que en la serie, su homónimo "El Parca", adora al dios Hatri.[7]
- En la película, Reva, estudiando el comportamiento de Rumata, le llama demonio que no puede matar elevándolo a una especie de ser sobrenatural pero sin llegar a considerarlo un dios. En la serie, tanto los humanos que llegaron antes, junto con Mercurio y Nefertiti son considerados inmortales y denominados los dioses mansos , así también son considerados por el Parca que los llama inmortales cuando se los encuentra en la Ciudad Sagrada.[7]
- En la película Reva valiéndose de la guerra y la enemistad con la ciudad de Irukan va recortando libertades y aislando poco a poco al Rey hasta matarlo y tomar el poder. En la serie, ocurre algo muy parecido, cuando el Parca envía a Mordoc a Istajar va coartando las libertades de Atar de Brek hasta que finalmente le matan y se hacen con el poder. También en la película, Reva, decide matar inmediatamente al príncipe heredero conforme mata al Rey. Así en la serie, una vez muerto Atar de Brek, Mordoc decide matar inmediatamente a su mujer que se hallaba embarazada recalcando que debe eliminarse a su heredero.[7]
- En la película, Alan considera que la rebelión de los campesinos oprimidos por los acólitos es primordial y deben luchar por tomar la Arkanar siendo ellos quienes gobiernen. En la serie, los campesinos se agrupan en torno al falso Domi Arak convirtiéndose en guerreros para luchar y retomar la ciudad de Istajar de la mano de los ungidos de la Ciudad Sagrada.
- En la película, Alan protege a un trovador (toca una especie de filarmónica que lleva colgada al cuello), de hecho, se rebela contra la premisa científica de no intervenir solo por liberar a éste de los acólitos que le castigan. Posteriormente, éste trovador se erigirá en una especie de líder de los campesinos cuando en la escenas finales entran a tomar la ciudad y utiliza la pistola láser de Alan contra los acólitos matando una gran cantidad de ellos. En la serie, Chiantosu-nobu, es también un trovador amigo de los campesinos que toca una especie de flauta. Al enamorarse de la Domti Coré es expulsado de palacio ya que sino debería morir. Otro campesino le enseña a luchar y convertirse en guerrero. Chiantosu-nobu termina por crear un pequeño ejército de campesinos que rescata a Coré y se une al ejército del Domi Arak para arrebatar Istajar de las manos de los ungidos de la Ciudad Sagrada.[7]
- Tanto en la película como en la serie la rebelión de los campesinos y su conversión a guerreros parece ser la solución para expulsar a los respectivos religiosos de las respectivas ciudades.[7]
- Una de las melodías es idéntica en la película y en la serie.[7]

Con los datos expuestos podría llegar a pensarse que la serie es una versión de la novela de los Strugatsky. Nada más lejos de la verdad. Son varias las obras literarias fundamentales en la redacción de esta obra. Entre ellas novelas de autores tan disímiles como Bradbury y Clarke. También contiene referencias a mitos de diversas partes del mundo, y más específicamente a mitos de la América Precolombina.
Véanse a continuación los detalles:
La imagen del sol es una alegoría de Inti, el Dios solar del cual se preciaban descender los soberanos Incas. La batalla hace referencia a la invasión de los Incas desde su lugar de origen hasta las tierras que llegaron a dominar, entre ellas Tiahuanaco. Los Incas supieron aprovechar con habilidad la existencia de cultos solares (Hatri es Inti en la serie) en numerosas etnias (las tribus de Istajar antigua) de la zona andina, como ocurría entre los habitantes de Tiahuanaco (la Ciudad Sagrada en la serie), para centralizarlos en el culto a Inti y asegurar el dominio político sobre su inmenso imperio. El culto al sol se impuso a los demás pueblos anexionados, inclusive por encima del creador Viracocha (reflejo de los dioses mansos). En la serie, se adoraba a los dioses mansos hasta que la ciudad sagrada impuso el culto a Hatri por encima de estos. 
- La leyenda de los Payachatas inspiró parte del argumento de la serie recreado en el amor de Arak, Uruk y la intervención de Layla:

```
Una de las más hermosas leyendas incas relata la eterna historia de los amantes malditos y de un amor imposible. El príncipe
 (Uruk en la serie) 
y la princesa
 (Arak en la serie) 
de dos comunidades enfrentadas por el odio y las reyertas
 (Istajar y Acsur en la serie), 
sentían el uno por el otro un amor profundo.
 […] F
inalmente, viendo los sacerdotes que nada podía romper el lazo que los unía, decidieron sacrificarlos y así evitar que continuasen viéndose a escondidas. […] La Madre Tierra
 (Layla, la hechicera del bosque, en la serie), 
ofendida por tan espantosa crueldad, dejó caer toda su ira sobre ambos pueblos
 […].  ➜ Layla, pronuncia estas palabras para detener el combate entre ambos: 
La grande Istajar y Acsur la de los metales no deben enfrentarse. ¡Detengan el combate! ¡Arrojen las espadas! Aún es tiempo, no permitan que la confusión se apodere de su ánimo. No es sólo el odio lo que irrita ni la enemistad lo único que hace arder el corazón. No permitan que la sangre separe lo que debe unir para siempre el amor.
```

- Istajar puede ser un reflejo de Ishtar la ciudad babilónica y Acsur de la ciudad de Assur que fue colonia de la anterior.

- Se ha dicho alguna vez que Nefertiti es un personaje creado por Chely Lima como homenaje al eterno femenino representado por la reina egipcia. El protagonismo de este personaje en la serie ofrece una mirada feminista al centrarse en la estrecha amistad que acaba uniendo a los personajes de la astronauta y la princesa guerrera, amistad que revela una especie de entendimiento basado en la solidaridad de género que va más allá de sus diferencias, y que trasciende a las circunstancias que acentúan los contrastes entre planetas y niveles de conciencia.  Nefertiti busca con ahínco qué se esconde tras el mito de los dioses mansos, encontrando que tras éste hay una gran verdad: los terrícolas han visitado Shiralad en otra ocasión y fueron confundidos con dioses por su avanzada tecnología. En la serie, Nefertiti se encarga de recalcar que ella no es inmortal sino un ser humano más, con sus virtudes y defectos.[3] Se puede considerar esta afirmación como una introducción del realismo científico para evitar la creencia en dioses o bien para sostener la tesis que indicaría que los extraterrestres no son tal sino seres humanos mejorados que han viajado en el tiempo. Esta última tesis puede encontrarse en varias obras de ciencia ficción del siglo XX, ya sea que se trate de cuentos, novelas, cómics, filmes y series de televisión.

- Los Dioses Mansos y su mito, una de las dos líneas argumentales de la serie, son un fiel reflejo de las divinidades que integran diversos panteones mitológicos, y es muy probable que también se haya tomado como punto de partida algunos arquetipos junguianos. En la serie, lo que para Nefertiti comienza como un sueño al que no da crédito y que está relacionado con el mito de los dioses mansos, termina escondiendo una verdad que fue la visita de otros seres humanos a Shiralad.[3]

- El Parca es uno de los oponentes más formidables de la serie. En su caso, el origen del personaje podría tomarse como una alusión velada al poder casi absoluto que detentara el Vaticano en otras épocas, así como una referencia al Señor Oscuro del Señor de los Anillos, entidades que mediante falsedades y supercherías consiguen dominar la voluntad ajena, y vienen a ser una representación de aquellos altos cargos que han deformado antiguas creencias tornándolas en religiones o sectas para dominar a los demás.

- Layla, la hechicera del bosque, presenta características que hacen pensar en Merlinus y varias diosas madre mitológicas, concretamente podría ser la Madre Tierra del Imperio Inca identificada con el nombre de Pacha Mama pero su culto proviene de muy antiguo; no obstante guarda también muchas características de Morgana. En la Trilogía de Merlin de Mary Stewart, Merlinus podía ver a otros personajes, sin importar el tiempo ni el espacio, y Tolkien nos habla de los palantir o piedras esféricas; así, Layla podía observar mediante un artilugio parecido el acontecer de Shiralad así como el pasado, presente y futuro del planeta.[3] Merlinus podía aparecer como un espectro o una visión en sueños o en la vigilia para dar una serie de instrucciones, y también lo hacía en forma de sueños telepáticos; así, Layla se apareció a varios personajes de la serie mediante sueños, mensajes telepáticos y apariciones espectrales.[3] En cuanto al aspecto de diosa madre, es una influencia del culto a la Madre Tierra en la mitología Inca, así en la serie, Layla actúa como una protectora del planeta preocupándose por guiar su destino y el de sus habitantes.

- Shiralad, la serie, es una adaptación de la novela, en la que confluyen las ideas y modificaciones de varios autores inspirados en la historia original.[9] Es importante añadir que la idea del planeta Tierra en el medievo como lugar donde se desarrolla la acción no es original de Chely Lima[2] ya que aparece en otras obras de ciencia ficción[9] que fueron desarrolladas en esa misma época.

- El centro energético de la serie es una interpretación de la idea de acumulación energética en las rocas que en la actualidad denominamos menhires y que según varios autores poseen la capacidad de hacer confluir el espacio y el tiempo además de estar relacionados con las líneas energéticas leys y a su vez con los ovnis; de ahí proviene la unión entre extraterrestres y dioses.[10] Es de destacar que muchos templos religiosos, actuales y pasados, se han erigido sobre los menhires. En la serie, la Ciudad Sagrada se erige sobre el centro energético haciendo alusión a esta idea, no obstante, se ha descrito que las piedras verticales encontradas en Tiahuanaco no son menhires sino restos de pilares de un antiguo templo. Otro de los numerosos papeles que se le asignan a este monumento megalítico es el culto a la diosa madre tierra que antes se mencionara.